# Pisa Sporting Club 1976-1977
Questa voce raccoglie le informazioni riguardanti il Pisa Sporting Club nelle competizioni ufficiali della stagione 1976-1977.

## Rosa
| N. |                   | Ruolo | Calciatore            |
| -- | ----------------- | ----- | --------------------- |
|    | Italia (bandiera) | D     | Bruno Baiardo         |
|    | Italia (bandiera) | C     | Antonio Baldoni       |
|    | Italia (bandiera) | A     | Giorgio Barbana       |
|    | Italia (bandiera) | C     | Enrico Cannata        |
|    | Italia (bandiera) | C     | Luigi Cappanera       |
|    | Italia (bandiera) | A     | Sergio Cini           |
|    | Italia (bandiera) | C     | Renato Colusso        |
|    | Italia (bandiera) | D     | Mauro Della Bianchina |
|    | Italia (bandiera) | A     | Claudio Di Prete      |
|    | Italia (bandiera) | P     | Giuseppe Doveri       |
|    | Italia (bandiera) | D     | Francesco Gabrielli   |

| N. |                   | Ruolo | Calciatore          |
| -- | ----------------- | ----- | ------------------- |
|    | Italia (bandiera) | A     | Luca Gabriellini    |
|    | Italia (bandiera) | A     | Marco Ghilardi      |
|    | Italia (bandiera) | D     | Massimo Luperini    |
|    | Italia (bandiera) | C     | Patrizio Marchi     |
|    | Italia (bandiera) | C     | Aldo Piccoli        |
|    | Italia (bandiera) | D     | Fabrizio Rapalini   |
|    | Italia (bandiera) | D     | Agostino Schiaretta |
|    | Italia (bandiera) | D     | Maurizio Scotto     |
|    | Italia (bandiera) | P     | Pietro Tomei        |
|    | Italia (bandiera) |       | Roberto Tosetti     |
|    | Italia (bandiera) | A     | Nevio Vinciarelli   |